# Podarcis lilfordi
La lucertola balearica (Podarcis lilfordi (Günther, 1874)) è un piccolo rettile della famiglia Lacertidae, endemico delle isole Baleari.

## Descrizione
È una lucertola di piccola taglia, lunga 5–7 cm e con un peso di 4,2-9,5 g; i maschi raggiungono dimensioni maggiori rispetto alle femmine (dimorfismo sessuale).
La livrea presenta notevole variabilità: in alcune popolazioni è uniformemente marrone o verde-brunastra, in altre verde con macchie scure; sul dorso sono talora presenti macchie scure bluastre, più o meno pronunciate; la coda può essere verde, verde-blu, marrone o nera; il ventre e la gola sono biancastre, con sfumature di blu più o meno marcate; all'interno della stessa popolazione gli adulti tendono a diventare più scuri con l'età. Sono state descritte anche popolazioni melaniche, con livrea uniformemente nera.

## Distribuzione e habitat
L'areale di questa specie, un tempo comune nelle isole Baleari, è attualmente ristretto ad alcuni piccoli isolotti rocciosi che circondano Minorca e Maiorca e all'arcipelago di Cabrera.

## Biologia
Ha una dieta prevalentemente insettivora, che privilegia formiche e coleotteri curculionidi,  ed erbivora, con largo consumo di fibre, semi, fiori, frutti, nettare e polline.
La specie svolge il ruolo di impollinatore delle popolazioni di Euphorbia dendroides presenti nel suo areale: muovendosi sulle piante alla ricerca di nettare, P. lilfordi raccoglie involontariamente dalle antere grandi quantità di polline, che aderiscono al muso, alla gola e alle zampe, favorendo così l'impollinazione.
Analogo ruolo svolge anche nei riguardi del giglio di mare (Pancratium maritimum).

## Tassonomia
Sono state descritte un notevole numero di sottospecie, caratterizzate da livree con differenti pattern di colorazione, la gran parte delle quali con areale ristretto ad un unico piccolo isolotto:

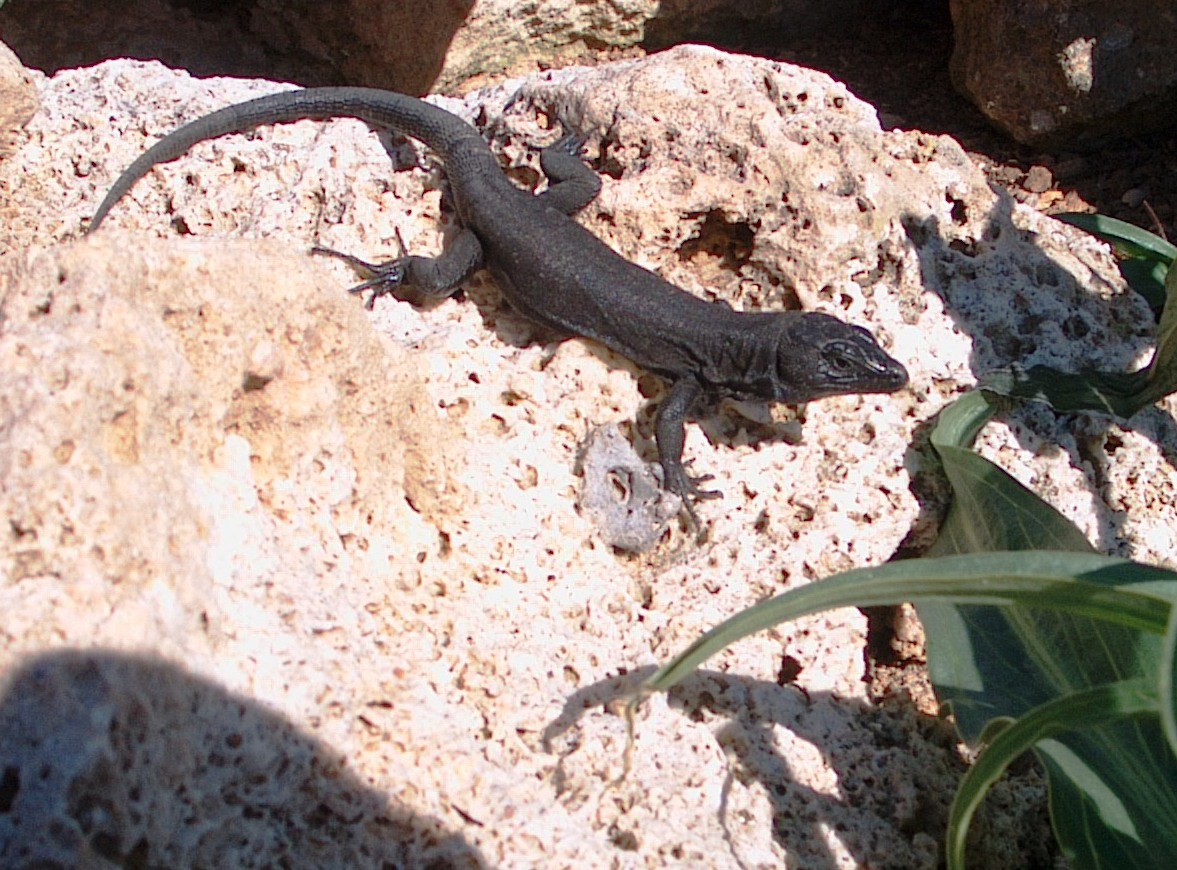
P. lilfordi ssp. lilfordi

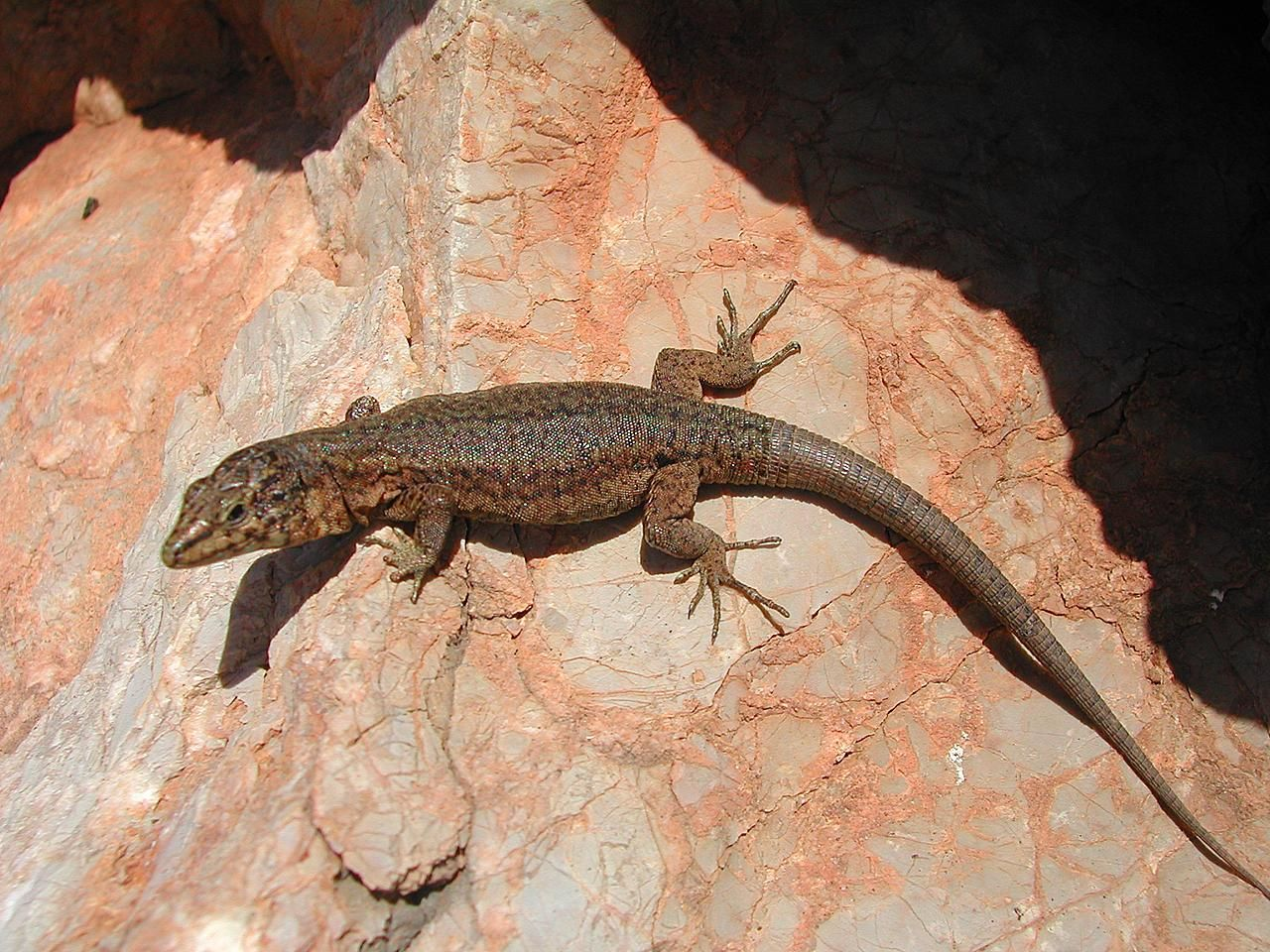
P. lilfordi ssp. giglioli

- Podarcis lilfordi addayae  (Eisentraut, 1928)
- Podarcis lilfordi balearica  (Bedriaga, 1879)
- Podarcis lilfordi carbonerae Perez Mellado & Salvador, 1988
- Podarcis lilfordi codrellensis Perez Mellado & Salvador, 1988
- Podarcis lilfordi colomi  (Salvador, 1980)
- Podarcis lilfordi conejerae  (Müller, 1927)
- Podarcis lilfordi espongicola  (Salvador, 1979)
- Podarcis lilfordi estelicola  (Salvador, 1979)
- Podarcis lilfordi fahrae  (Müller, 1927)
- Podarcis lilfordi fenni  (Eisentraut, 1928)
- Podarcis lilfordi gigliolii  (Bedriaga, 1879)
- Podarcis lilfordi hartmanni  (Wettstein, 1937)
- Podarcis lilfordi imperialensis  (Salvador, 1979)
- Podarcis lilfordi jordansi  (Müller, 1927)
- Podarcis lilfordi kuligae  (Müller, 1927)
- Podarcis lilfordi lilfordi  (Günther, 1874)
- Podarcis lilfordi nigerrima  (Salvador, 1979)
- Podarcis lilfordi planae  (Müller, 1927)
- Podarcis lilfordi pobrae  (Salvador, 1979)
- Podarcis lilfordi porrosicola Perez Mellado & Salvador, 1988
- Podarcis lilfordi rodriquezi  (Müller, 1927)
- Podarcis lilfordi sargantanae  (Eisentraut, 1928)
- Podarcis lilfordi toronis  (Hartmann, 1953)
- Podarcis lilfordi xapaticola  (Salvador, 1979)

## Conservazione
La specie, che può vantare una popolazione abbastanza numerosa, ha tuttavia un areale estremamente frammentato e pertanto è classificata dalla IUCN come specie in pericolo di estinzione (Endangered).
La specie è inserita nella Appendice II della Convention on International Trade of Endangered Species (CITES).
Circa l'80% della popolazione complessiva della specie è protetto all'interno del Parco nazionale marittimo-terrestre dell'arcipelago di Cabrera.